# Леб и сол
 Леб и сол  (у перекладі з македонської мови - «хліб і сіль») — це македонський рок-гурт, утворений 1 січня 1976 року.  Леб и сол  був одним з найпопулярніших рок-гуртів в колишній Югославії. Переважна більшість пісень гурту була виконана найпоширенішою у тодішній Югославії, сербохорватською мовою, але в їхньому репертуарі також є пісні заспівані й македонською.

## Історія

### Рання доба

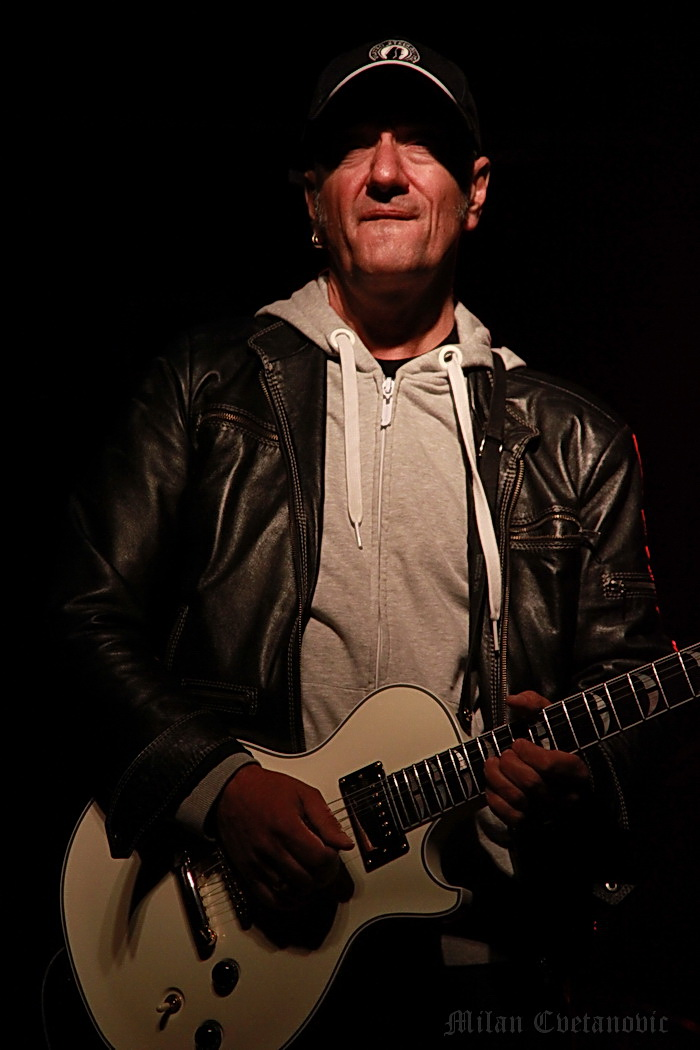
Влатко Стефановскі (2011)

Гурт був заснований Влатком Стефановскі (гітара), Боданом Арсовскі (бас-гітара), Ніколо Дімушевскі (клавішні) та Гарабетом Тавітяном.(барабани). У середині 1970-х роках, через відносно невеликі розміри місцевої музичної тусовки у Скоп'є, кожен з учасників не тільки знали один одного, але ще мали певний досвід спільної співпраці. Стефановскі з Арсовскі ще в п'ятому класі грали разом в рамках ВІА «Јегуље». Першою важливою роботою для них обох була участь у джаз-рок-гурті «Брег», на чолі з Мікі Петковскі, який був клавішником у тому колективі. На барабанах грав Тавітян — якого швидко забрали служить до армії, а Петковскі приєднується до складу гурту «Смак», і «Брег» перестає існувати.
1 січня 1976 року, Влатко Стефановскі, Боданом Арсовскі та Ніколою Дімушевскі був затверджений склад гурту під назвою «Леб и Сол» з Дмитром Чучуровскі на ударних. Назву гурт отримав від традиційного вітання, що буквально означає "і хлібом і сіллю*. Трохи згодом, Тавітян повернувся з армії, та змінив Чучуровскі Свої перші пісні гурт записав на студії «Радіо Скоп'є». Були записані Етида бр. 3, Деветка и Песна за нас. Їх музика містила елементи року, джазу та македонської народної музики. З творчою зрілістю колективу, вплив джазу на їх творчість стає слабкішим. Але на концертах гурт виконує тривалі джазові версії македонських народних пісень (таких як Јовано, Јованке або Абер Дојде Донке), які публіка приймає з великим задоволенням.

### Кінець 70-х (початок популярності)

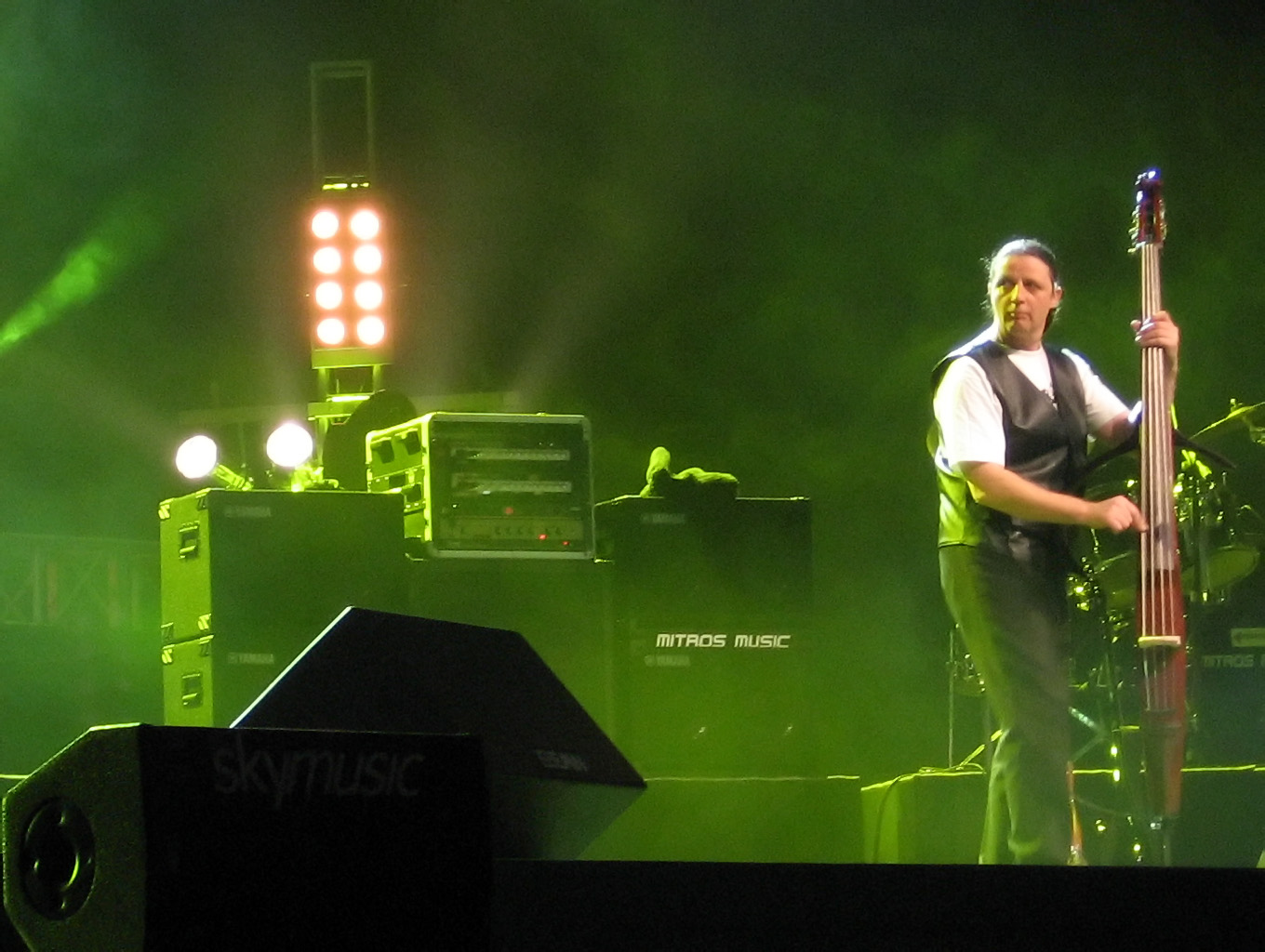
Бодан Арсовскі

У квітні 1977 гурт вперше виступає за межами Соціалістичної Респулбіки Македонії — вони грали на розігріві Драги Млинарецу у Нові-Саду. У тому ж році, вони виступали на щорічному молодіжному фестивалі в Суботиці, де виграли нагороду і підписати контракт з компанією PGP RTB. Наприкінці серпня, знов як команда розігріву, вони відіграли перед Бијело дугме на фестивалі «Хајдучке чесне» (Фонтан Гайдуків). У кінці року, ще беруть участь у фестивалі 'БООМ' в Новому-Саді, трохи зголом загребська компанія Suzy випустить платівку BOOM '77 яка буде містити концертні версії пісень Под водом і У сенци у виконані «Леб и сол», У вересні 1977-го виходить дебютний альбом Леб і Сол, що був записаний на студії «РТВ Нови-Сад». Альбом видає компанія PGP RTB, продюсером був Йосип Бочек. Йосип Бочек був колишнім гітаристом гурту «Корни» і Стефановскі був його палким шанувальником. Матеріал представлений на альбомі знаходиться під сильним впливом джазу і року. З дев'яти композицій, шість — інструментальні. Всі учасники групи були вказані, як автори композицій.
Навесні 1978 гурт був на фестивалі, який проходив у старовинному абатстві, де вони виконали пісню Абер Дојде Донке, за яку здобули премію « За найкращий художнє вираження і найвдаліше застосування зразків фольклору». Трохи пізніше вони почали працювати над новим матеріалом. Завдяки успішним виступам на фестивалях та чисельним гастролям, вони стали відоміші у югославських музичних колах. Їх почали сприймати, як один із найперспективніших гуртів сьогодення.
Другий альбом під назвою Леб и Сол 2, був виданий у 1978 році, звукозаписувальною компанією PGP RTB. Альбом був богатим на успішні композиції: Марија, Акупунктура, Узводно од туге, та вокальний трек Таласна дужина, слова до якого написав брат Влатко Стефановского — Горан, який і далі буде працювати з колективом.
Після виходу другого альбому «Леб и Сол» стали дуже популярним югославським гуртом кінця 70-х, початку 80-х, а два перших альбоми вважаються найкращими платівками тих часів. Хоча всі члени колективу показали себе майстерними музикантами, головна увага діставалася Влатко Стефановскі, який вражав своєю грою на гітарі. Часопис «Jukebox» у 1978 році, за даними опитування читачів, назвав їх гуртом року. На своїх концертах гурт завжди багато імпровізував, придаючи своїм трекам нову форму та відтінки.
Третій альбом з'явився в 1978 році під назвою Ручни рад (Ручне керування). Матеріал був записан у студії Б, Радио Белграда. На двох композиціях грає запрошений музикант — саксофоніст Міча Маркович. Композиції, які були представлені на платівці зазнали значно меншого джазового впливу. Деякими найвідомішими піснями були Кумова слама, Ручни рад і Верни пас. Після виходу альбому Нікола Дімішевскі покинув групу, задля того щоб влаштуватися на постійну роботу в шоу-оркестр РТВ Скоп'є. На його місце приходить Мікі Петковскі, однак, і він дуже швидко залишив колектив у 1980 році переїхавши до Канади. Гурт залишився без піаніста, учасники вирішили продовжити роботу як тріо, і почали готувати матеріал для наступного альбому.

### 1980-ті
Їх четвертий студійний альбом Бесконачно (Назавжди), був виданий PGP RTB у 1980 році. Самої назви Бесконачно на конверті альбому не було, а був тільки знак  (∞). Попри зміни складу, гурт зміг зберегти свій стиль. На платівці присутня обробка старих македонських народної пісень Зајди, зајди јасно сонце та Жива рана від Влатко Стефановскі і Скакавац (Кузнєчик) від Бодана Арсовскі. Після виходу альбому, гурт покидає барабанщик Гарабет Тавітян, а його місце займає Драголюб Джурічич з 'ЈУ група'.
Після цього гурт якийсь час бере участь у мюзиклах і театральних виставах. 1982 року в студії «Радио Скопие» гурт записав свою наступну платівку Следовање (Посібник). Альбом складається переважно з вокальних номерів, пісня Носим твој жиг стала справжнім радіо-хітом. Серед інших композицій на платівці, інтереснішою є обробка народної пісні Миле Поп Јорданов. Влітку того року, разом з театром 'КПГТ', гурт два місяці гастролював у США. У тому ж році був опублікований подвійний концертний альбом Акустична траума, який є останнім релізом гурту, який був виданий кампанією PGP RTB. Матеріал альбому складається з концерту, який відбувся 13 квітня 1982 року, у загребському концертному залі 'Kulušiću'.
Наступний альбом Калабак виданий звукозаписувальною кампанією Југотон (сьогодні Croatia Records) у 1983 році. У запису матеріалу взяли участь: Бобі Міцев (клавішні) і Петар Каргов (саксофон). Наступна платівка Тангента, була записана у вересні 1984 року у белградській студії «Akvarius» Продюсером був Кевін Аєрс. У запису альбому також брали участь запрошені музиканти: клавішних Лаза Рістовскі та ударник Ненад Єліч. Великого успіху на радіо, достигла пісня Контакт је скуп.(Встановити контакт). 1986 року з'явився альбом Звучни зид, яким гурт відмітив своє десятиріччя. На альбом потрапив матеріал який гурт записував для театру, кіно і телебачення — це музика до телепередачі Бушава азбука, театральних вистав Ослободување на Скопје, Тумба, тумба дивина і пісні з фільмів — Коштана та Шмекер.
Після виходу останньої платівки у складі з'явились саксофоніст Гоце Міканов і клавішних Кирил Дайковскі. З ціми двома новими учасниками був записан самий успішний альбом гурту — Као какао (Як какао). Альбом складається з десяти вокальних треків, шість з яких стали хітами. Матеріал написали Стефановскі, Арсовскі та Брацо Зафіровскі. Арсен Дедич написав лірику до пісні Femme Fatale, інші вірші були написані Влатко Стефановскім та його братом Гораном. У запису матеріалу брали участь запрошені музиканти: Бебі Дол, Ана Костовска і Роні Ватхен, який грав на ірландської волинці. До Као какао війшло багато хітових пісень, таких як «Skopje» (перша пісня колективу записана  македонською мовою), Какао (текст взятий з книги «Класика» Хуліо Кортасара), Mamurni Ljudi, Čuvam Noć Od Budnih та Femme Fatale. Наприкінці 1987 року за Као какао гурт отримав три золотих грамафона.на престижної югославської церемонії «МЕСА». Влатко Стефановскі, у той час записує музику для кіно, а також бере участь у запису альбому загребського рок-гурту FILM
Наступний альбом, Путујемо (Подорожі), видається у 1989-м році, тією ж самою компанією — Југотоном. На цьому альбомі також було багато запрошених музикантів. Пісня Чукни во дрво., яка виконана дещо в незвичній для колективу манері, стала великим хітом. До складу повертається Нікола Дімушевскі, який теж брав участь у запису платівки.

### 1990-ті
Після того, як вони випустили альбом Путујемо, наступного року, Влатко і Бодан заснували власний лейбл Third Ear music. У тому ж році було опубліковано альбом під назвою Зодијак (Зодіак), який є музичною доріжкою до однойменної балетної вистави. Після того як альбом вийшов, гурт знову залишив Тавітян, і створив джаз-бенд 'Парамециум', у якому ще грали Ігор Димовскі (гітара), Гоце Міцанов (саксофон), Люпчо Стойсавлевич (бас гітара) і клавішники Валентин Скендеровскі и Йованчо Арсовскі.
У травні 1991 року, гурт у складі Стефановскі, Арсовскі, Дімушевскі і Чурічич, вирушив у тур по США і Канаді. Запис концерту в престижному клубі 'CBGB' був виданий на CD, у тому ж році, під назвою Live in New York на лейблі Third Ear music. На альбом також потрапили записи з репетиції у студії «American», запис пісні Благослов з Македонскої православної церкви у Торонто, тема «Повертаючись до Скоп'є» (записано в мобільній студії в Торонто) та інтерпретацію народної пісні Учи ме мајко, карај ме, яка була записана в Скоп'є в жовтні 1991 року.
Весною 1992 року гурт зіграв чотири аншлагових концерту в белградському 'Сава центар', а потім виступали в амстердамському клубі 'Парадизо'. Дражен Врдоляк у грудні 1995, організує концерти у Загребу, Пулі та Рієці.
У 1995 виходить останній альбом Леб и сол Anthology, який є інтроспективною компіляцією творчості колективу. Диск виходить на Third Ear music. Після виходу альбому, відбувся останній концерт гурту «Леб и Сол», що 13 грудня 1995.пройшов у Салоніках у клубі «Мілос», після чого музиканти розійшлися.

### Сольні кар'єри
Після розпаду «Леб и Сол», всі члени розпочали свої сольні кар'єри. Найуспішнішим був Влатко Стефановскі, який випустив вісім сольних альбомів. Він ще 1994-го року випустив альбом «Cowboys & Indians». Альбом складався з дванадцяти композицій, які відрізняються за жанром від того, що він робив у «Леб и Сол». Серед запрошених музикантів був Ґоран Бреґовіч. Продюсером був Брачо Зафіровскі. Крім сольної кар'єри, він також брав участь у створенні музики до фільмів та театральних вистав. Так він писав музику до сараєвського театру який в'язку з війною був евакуйован у Антверпен (його брат Горан, для того ж театру, написав декілька сценаріїв). Його другий альбом був готовий ще у 1995, і був присвячений місту Сараєву, але Влатко випустив його лише після закінчення Боснійскої війни наприкінці 1996-го.
Бодан Арсовскі у 1995 році, разом з гуртом «Езгија бенд» записав диск «Endless view».
У тому ж році, Гаро Тавітян у складі 'Парамециум', в Скоп'є, записує концертник «Live». Наступний Гарін компакт-диск теж містить живі записи з концерту, який відбувся 25 квітня 1995 в Скоп'є в клубі Kuršumli. Гаро також писав музику для балетних і театральних вистав.

### Возз'єднання
У квітні 2006 року гурт возз'єднується задля того, щоб відзначити 30 років з моменту свого заснування. Колектив розпочинає гастролювати по колишній Югославії у такому складі: Влатко Стефановскі, Бодан Арсовскі, Гарабет Тавітян і Кока Дімушевскі. Трохи згодом, Стефановскі і Тавітян залишили гурт, через що, до складу гурту були запрошені нові члени: барабанщик Срчан Дункіч та гітарист Дімітар Божиков. 2008 року вийшов новий альбом И така натака.

## Дискографія

### Студійні альбоми
| Рік  | Назва               | Видавач         |
| 1978 | Леб и сол           | PGP RTB         |
| 1978 | Леб и сол 2         | PGP RTB         |
| 1979 | Ручни рад           | PGP RTB         |
| 1981 | Бесконачно          | PGP RTB         |
| 1982 | Следовање           | PGP RTB         |
| 1983 | Калабалак           | Југотон         |
| 1984 | Тангента            | Југотон         |
| 1986 | Звучни зид          | Југотон         |
| 1987 | Као какао           | Југотон         |
| 1989 | Путујемо            | Југотон         |
| 1995 | Леб и сол Anthology | Third Ear music |
| 2008 | И така натака       | Third Ear music |

### Концертні альбоми
| Рік  | Назва             | Видавач           |
| 1982 | Акустична траума  | PGP RTB           |
| 1990 | Live in New York  | Third Ear music   |
| 1999 | Live Anthology    | VG музика         |
| 2006 | Live in Macedonia | Авалон продукција |

### Сингли
| Рік  | Назва                          | Видавач |
| 1978 | «Ние четворицата/Деветка»      | PGP RTB |
| 1978 | «Таласна дужина/Дикијева игра» | PGP RTB |